# Lシステム
Lシステムは、タイトーが開発し、1988年から採用したアーケードゲーム基板である。JAMMA規格準拠のJAMMAエッジコネクターが搭載されている。メインのCPUとして8ビットCPUであるZ80を採用しており、基本的に基板のサイズは非常にコンパクト（実際の基板のサイズは、ゲームによって異なる）なものとなっている。
ROMの交換が不可能な「事実上の各ゲームごとの専用基板」として扱われているものが多いが、ホット・ビィから発売された「プレイガール2」では、前作からのROM交換が可能なコンバージョンキットが発売されている（Lシステム使用の他作品からのROM交換は不可能）。
ゲームによっては、一部基板の仕様が異なるものも存在しており、一例として「アメリカンホースシュー」の基板ではトラックボール制御用のサブボードが搭載されている。

## スペック
以下は、Lシステムの基本的な構成であり、ゲームによってはCPUが2個（サウンドCPUと合わせて計3個）搭載されていたり、サウンドチップ等が異なったりする場合がある。
- CPU : Z80 @ 3.3MHz （ゲームによっては6MHzの場合もある）
- Sound CPU : Z80
- Sound chip : YM2203
- Video resoution : 320x224

## 主なタイトル
- フリップル
- パズニック
- レイメイズ
- ファイティングホーク
- 功里金団
- パラメデス
- チャンピオンレスラー
- カチャット（未発売）
- キュービィボップ（未発売）
- アメリカンホースシュー（海外のみ発売）
- プレイガール
- プレイガール2

など